# Kościół św. Ducha w Bodzentynie
Kościół świętego Ducha – rzymskokatolicki kościół filialny należący do parafii św. Stanisława Biskupa Męczennika w Bodzentynie.

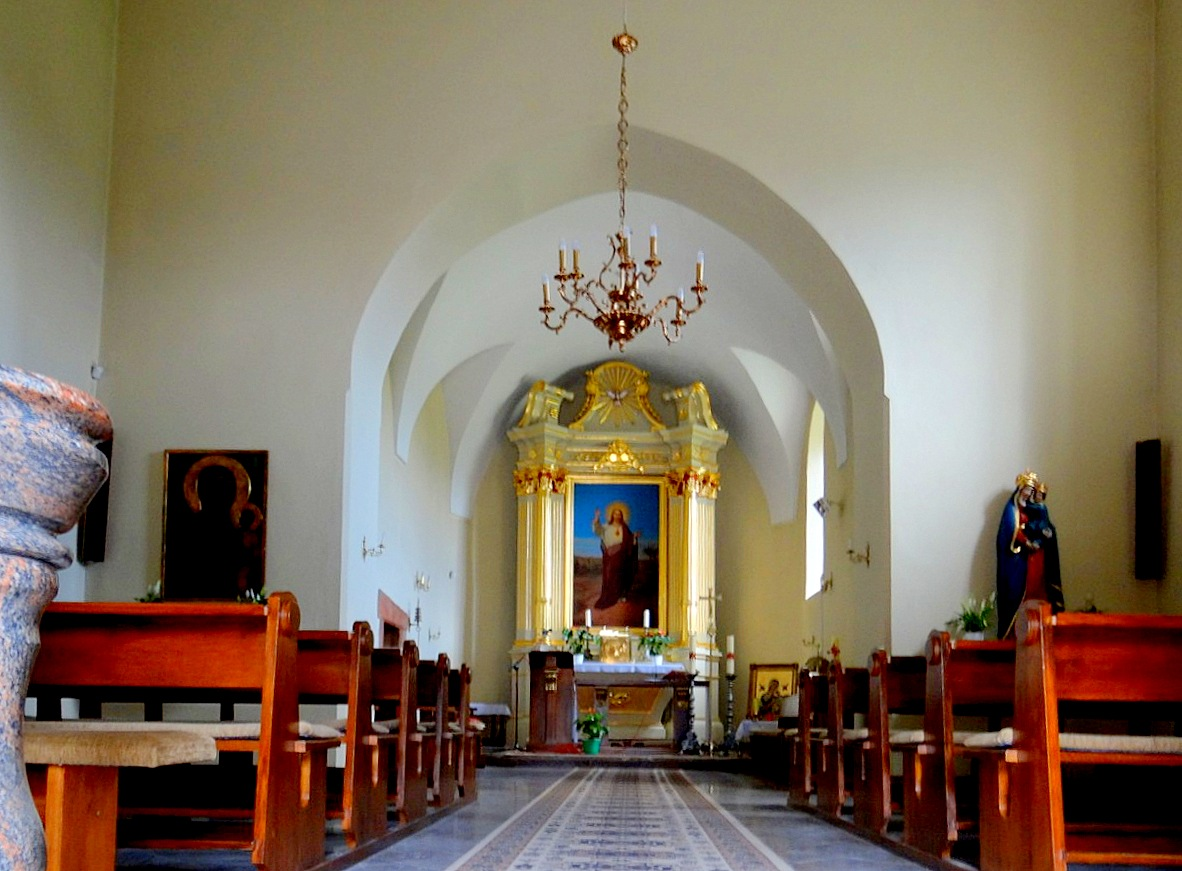
Wnętrze kościoła

Pierwsza świątynia powstała w 1475 roku. Pierwotnie był to drewniany kościół przyszpitalny. Na jego miejscu wybudowano w pierwszej połowie XVII wieku murowaną świątynię. Kościół został dwa razy zniszczony przez pożar - najpierw w 1619 roku, a następnie w pożarze miasta w 1917 roku.
Od czasu drugiego pożaru ruiny świątyni przez wiele lat stały i niszczały. Dopiero dzięki staraniom księdza proboszcza Leszka Sikorskiego, ofiar parafian oraz dofinansowaniu z budżetu gminy i środków z Unii Europejskiej można było, po prawie stu latach, odbudować i zrekonstruować zabytkową świątynię. Od 2010 roku kościół znów pełni funkcję sakralne.